# Disputa telecom entre Gibraltar i Espanya
Les connexions telefòniques directes entre Gibraltar i Espanya foren tallades en el 1969, quan les comunicacions terrestres entre ambdós territoris van ser detingudes pel dictador espanyol Francisco Franco, i no foren restaurades fins al 1986. No obstant això, Gibraltar experimentà restriccions després d'aquesta data amb problemes amb el seu sistema de telecomunicacions, com a resultat directe de la  reclamació de la sobirania espanyola.
Fins a 10 de febrer del 2007, l'estat espanyol va seguir imposant restriccions a la capacitat de Gibraltar per ampliar i modernitzar la seva infraestructura de telecomunicacions. Aquests inclouen la negativa a reconèixer el codi de línia directa internacional (IDD) (+350) de Gibraltar que limitava l'expansió del pla de numeració telefònica de Gibraltar, i la prevenció dels acords d'itinerància GSM de Gibraltar en telefonia mòbil a Espanya viceversa. Seguint amb Acord de Còrdova entre els Governs de Gibraltar, el Regne Unit i Espanya el setembre del 2006, aquestes restriccions es van eliminar a partir del 10 de febrer del 2007.